# عمد (سنحان)

تعديل مصدري - تعديل

عمد هي إحدى قرى عزلة الربع الغربي بمديرية سنحان وبني بهلول التابعة لمحافظة صنعاء، بلغ تعداد سكانها 2710 نسمة حسب تعداد اليمن لعام 2004.